# Disonycha alternata
Disonycha alternata är en skalbaggsart som först beskrevs av Johann Karl Wilhelm Illiger 1807.  Disonycha alternata ingår i släktet Disonycha och familjen bladbaggar. Inga underarter finns listade i Catalogue of Life.